# Angelmans syndrom
Angelmans syndrom uppstår genom en avvikande funktion i kromosomen 15 och innebär svår funktionsnedsättning.
Sjukdomen är uppkallad efter den brittiske läkaren Harry Angelman som 1965 beskrev tre fall. Det dröjde dock fram till 1982 innan det nuvarande namnet antogs.

## Förekomst
Angelmans syndrom förekommer varje år hos cirka 7 nyfödda barn per 100 000, vilket motsvarar 6-8 barn årligen i Sverige och man känner till 300-400 personer i landet med diagnosen.

## Ärftlighet
I flertalet sjukdomsfall har en nymutation skett i samband med bildningen av någon av föräldrarnas könsceller (ägg eller spermier). 
Ärftlighetsgången är komplicerad, bland annat genom att funktionsdugligt genetiskt material från modern saknas, då sjukdomen via genen UBE3A uttrycks endast från den genkopia som nedärvts via mamman, medan pappans genkopia är inaktiv. Mutation hos fadern kan emellertid ha betydelsen att sjukdomen via ett kliniskt friskt barn förs över till ett eventuellt framtida barnbarn, då genen nedärvs efter vanligt homozygotmönster.
Risken att föräldrarna får fler barn med syndromet är mindre än 1 procent. Vid sällsynta genkombinationer kan risken emellertid vara betydligt högre, vilket kompletterande genetisk utredning i så fall utvisar.

## Symptom
Tidiga symtom hos barn är låg muskelspänning och ätsvårigheter, som gör att barnet inte ökar i vikt som förväntat och hos en del växer huvudet långsamt och förblir litet. Senare symptom omfattar intellektuell funktionsnedsättning, som oftast är svår och ofta tillsammans med epilepsi, autism, överaktivitet samt sen gångdebut. Skrattattacker som kan vara utan synbar orsak är vanligt och kan förekomma även nattetid. 